# Bupivacaïne
La bupivacaïne est un anesthésique local de la famille des amino-amides, commercialisé sous le nom de Marcaïne.

## Utilisation clinique

### Indications
La bupivacaïne est l'anesthésique local le plus puissant actuellement employé. Réservée à l'usage hospitalier, elle est indiquée dans les rachianesthésies, les anesthésies péridurales et certains blocs périphériques. Il est également possible de l'injecter en infiltration dans les sites opératoires pour diminuer les douleurs jusqu'à vingt heures après la chirurgie. La bupivacaïne est parfois administrée en association avec l'adrénaline (pour prolonger sa durée d'action), avec le fentanyl, le sufentanil ou la morphine (pour potentialiser son effet anesthésique dans les anesthésies péridurales et intrathécales), avec du glucose.

### Effets indésirables
La bupivacaïne comme tous les anesthésiques locaux agit en bloquant la conduction nerveuse au niveau du canal sodique. Ses effets adverses, très rares mais graves, se rencontrent en cas de passage intravasculaire accidentel. Ils sont dominés par une très forte toxicité cardiaque (troubles du rythme graves, arrêts cardiaques) et une forte toxicité neurologique. Une technique rigoureuse d'injection permet d'éviter la survenue de tels accidents. L'allergie à la bupivacaïne est exceptionnelle.

## Avancées
Avec les années, la bupivacaïne perd progressivement les faveurs des anesthésistes. Si elle reste très employée en rachianesthésie en raison de sa puissance et de son faible coût, elle est concurrencée dans ses autres indications par la ropivacaïne (Naropeine) et la lévobupivacaïne (Chirocaïne), énantiomère lévogyre de la bupivacaïne, deux molécules beaucoup moins cardiotoxiques.

## Divers
La bupivacaïne fait partie de la liste modèle des médicaments essentiels de l'Organisation mondiale de la santé (liste mise à jour en avril 2013).